# Antonín Lhota
Antonín Lhota (3. ledna 1812 Kutná Hora – 10. září 1905 Volyně) byl český malíř romantik a pozdní nazarén, a vysokoškolský pedagog.

## Život a tvorba
Vystudoval pražskou akademii výtvarných umění. Jeho učiteli byli František Kristian Waldherr a František Xaver Tkadlík. Po studijním pobytu v Mnichově a Vídni se roku 1844 vrátil do Prahy na akademii, kde deset let působil jako korektor. Poté uskutečnil další několikaletou cestu po Evropě (v Itálii Benátky a Řím, Německo, Vídeň, účastnil se na Mezinárodní výstavě v Paříži). Roku 1867 se stal profesorem akademie a po smrti Jana Swertse i jejím ředitelem (později rektorem). Učitelskou činnost vykonával do svých 75 let, poté odešel na odpočinek ke svému synovi Emilovi, který v jihočeské Volyni řídil průmyslovou školu. Jeho další syn Augustin učil kreslení na reálce v Rakovníku.
Hlavním tématem Lhotových obrazů je historie – světská i církevní, především česká. Na počátku 40. let 19. století byl společně s Hellichem a Javůrkem jedním ze zakladatelů české historické malby. Maloval technikou olejomalby na plátno, často prováděl nástěnné malby technikou fresky podle kartonů jiných malířů.
Vedle vlastních děl má Lhota velké zásluhy jako pedagog. Na AVU působil zhruba 30 let (1844–1853 a 1867–1887) a za tu dobu vychoval celou generaci umělců. K jeho žákům patřili Václav Brožík, František Ženíšek, Mikoláš Aleš, Emanuel Krescenc Liška, Bohumír Roubalík, Jakub Schikaneder, Maxmilián Pirner, ale i sochaři František Hergesel nebo Josef Václav Myslbek, a mnozí další. Od roku 1872 byl rovněž zkušebním komisařem pro učitelské kandidáty ruční kresby na českých (a zčásti i moravských) středních školách.
V roce 1902, kdy oslavil 90. narozeniny, byl nejstarším žijícím českým malířem. Jeho umělecký přístup byl v té době už poněkud zastaralý – dějiny pro něj byly jen zásobou malebných motivů. Důraz kladl na úpravnost, vzhlednost a rozestavení osob, ale zcela opomíjel psychologii. Výjevy mají slavnostní ráz – postavy jakoby dopředu věděly, v jak důležité dějinné chvíli se nacházejí. Tvorba Lhotových žáků dospěla výše, a příliš se té jeho nepodobá. I to mu ale slouží ke cti: opravoval chyby, ale nesměroval, nechal talent mladších umělců rozvíjet vlastní cestou. Pomohl tak položit základy bohaté umělecké tvorbě na konci 19. století.
Zemřel 10. září 1905 a byl pohřben ve Volyni.

## Dílo
- výzdoba třinácti kaplí křížové cesty na Petříně (s Vilémem Kandlerem), podle předloh Josefa Führicha (1837)
- Nevěřící Tomáš a Jidášova zrada v kostele sv. Vavřince na Petříně
- Mojžíš a Áron (1841) [10]
- Uložení Krista do hrobu, sv. Vojtěch, Kázání sv. Jana a tři desítky dalších oltářních obrazů v kostelech v Kněžmostu (sv. František z Assisi), Kostomlatech (Navštívení Panny Marie), Turnově, Lübbenau, Bělé pod Bezdězem, Broumově, Dětenicích, Kardašově Řečici (sv. Anna, sv. Josef, sv. Jan Křtitel), Přelouči,Zdibech, Hodkovicích nad Mohelkou (sv. Prokop), v Praze u Panny Marie před Týnem a na Karlově[11]
- Libušino vidění, podle básně Karla Egona Eberta (1843)
- Podobizna pražského starosty JUDr. Antonína Strobacha (1848)
- Obrácení na víru pohanských Prušanů skrze Přemysla Otakara II. (křtí je biskup Bruno ze Schauenburku), Václav IV. v žaláři, Smrt sv. Václava, Mikuláš Koperník, Kristina královna švédská přestupuje na víru - cyklus Obrazy z dějin českých (vytvořen společně s J. V. Hellichem, r. 1852 vydán jako album tištěné technikou barevné litografie
- Poslední soud, oltářní obraz ve Svatovítském chrámu.
- Smrt Mikuláše Koperníka (1856)
- Svatý Václav, oltářní obraz v kostele svatého Václava v Dráchově (1856)
- Zástupce kostnického koncilu u Mistra Jeronýma Pražského (1873)
- Filipína Welserová
- nástěnné malby podle předloh Christiana Rubena v Letohrádku královny Anny na Pražském hradě (1850-1851):
  - Křest knížete Bořivoje Metodějem (1850-1851), replika v Salmovském paláci v Praze
  - Přemysl Otakar II. křtí pohanské Prusy při výpravě v roce 1254 (varianta kompozice s biskupem v pozadí), na objednávku Antonína Veitha pro zámek Liběchov, Národní galerie
- Spiknutí Valdštejnových generálů (jindy pod titulem Valdštejnova poslední noc) (1875)
- Nástěnné malby v kapli archanděla Rafaela v Klárové ústavu slepců na Malé Straně, podle kartonů Josefa Führicha, (1885-1886).

## Rodina
Dne 14. srpna 1853 se oženil s Marií Graffovou (1830–1899), dcerou pražského obchodníka. Z manželství se narodili tři synové:
- Augustin Lhota (1854-1931)[14] působil jako profesor reálky v Rakovníku a malíř-figuralista. Měl dva syny: Josef Lhota[15] (1895-1982) byl rovněž malíř,[16] Antonín Lhota[17] (1884-1956) byl známý jako regionální novinář a spisovatel v Rakovníku.[18]
- Karel Lhota (1856-1898) pracoval jako „pohřební konduktér v městském zádušním úřadě“ v Praze.[19] Zemřel ve strakonické nemocnici na tuberkulózu.[20]
- Emil Lhota (1859-1902) se stal ředitelem řemeslnické školy ve Volyni[21] a byl rovněž malířem.[22]

Bratr Václav Lhota (1807-??) byl mlynář a statkář. V letech 1853-1879 publikoval vlastním nákladem několik knih s praktickými radami, náboženskými texty a příležitostnými básněmi. Jeho syn Albín Lhota (1847-1889) byl malíř krajin.

## Galerie

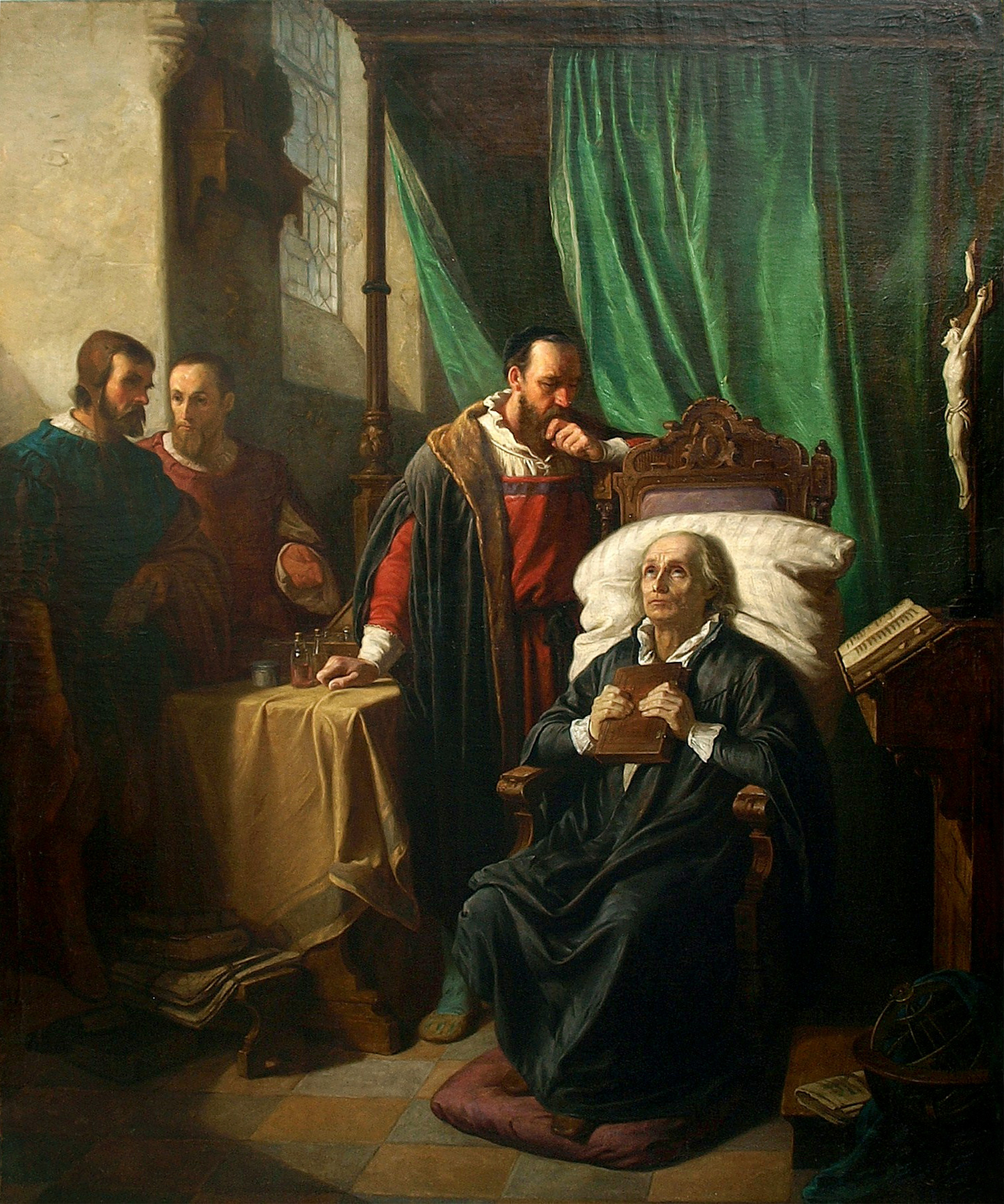
Antonín Lhota - Mikuláš Koperník
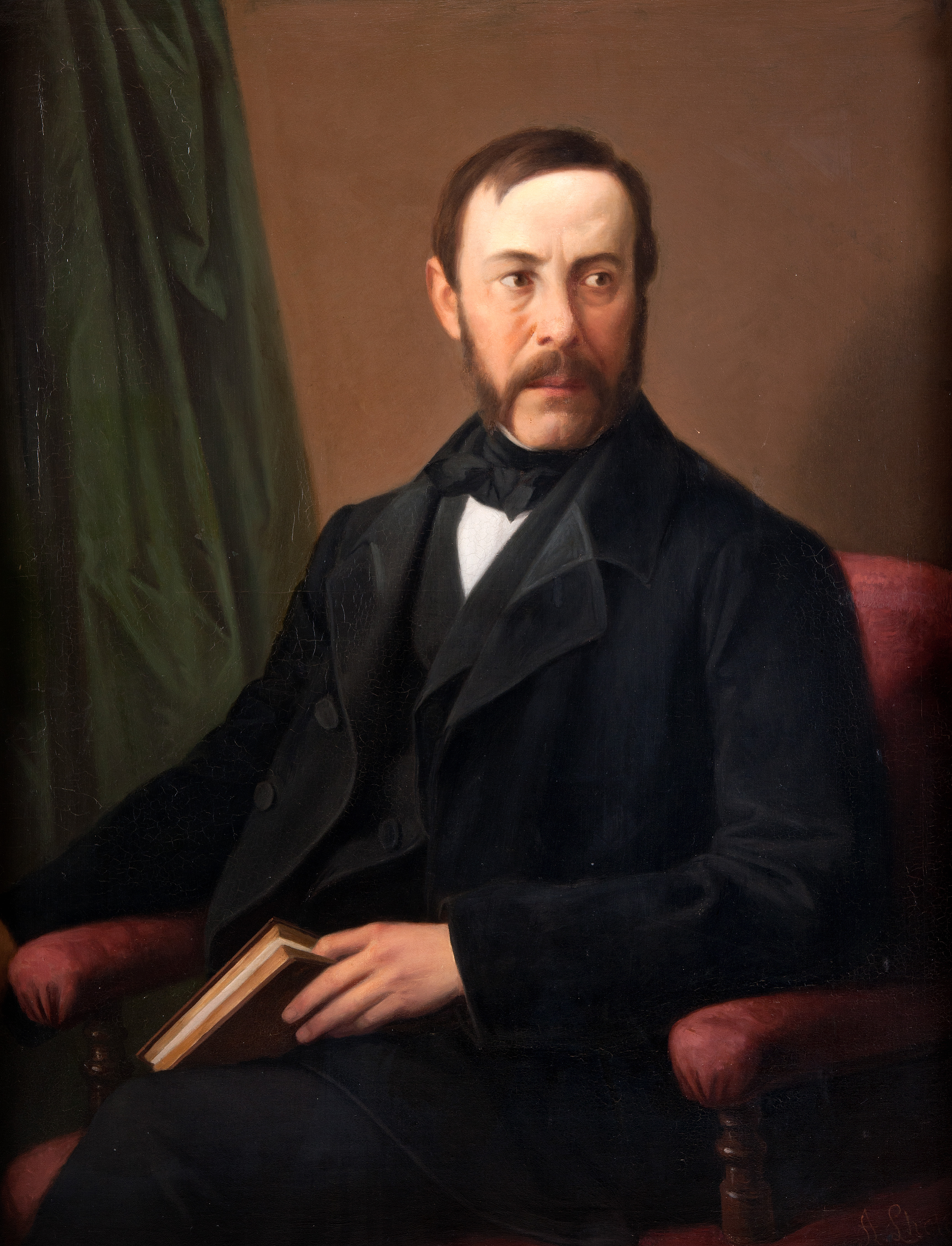
Pražský starosta JUDr. Antonín Strobach (1848)
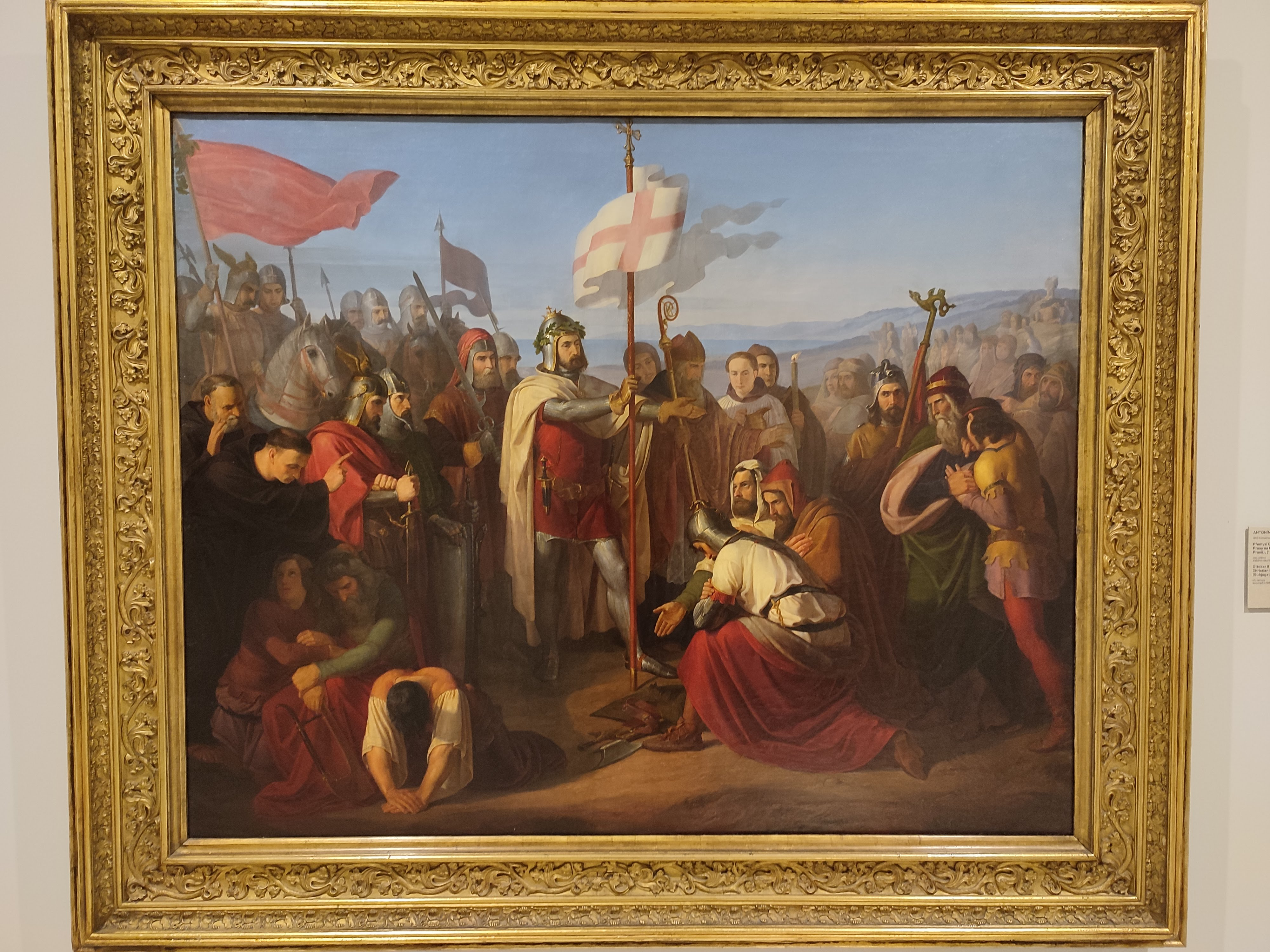
Přemysl Otakar II. křtí Prusy roku 1254
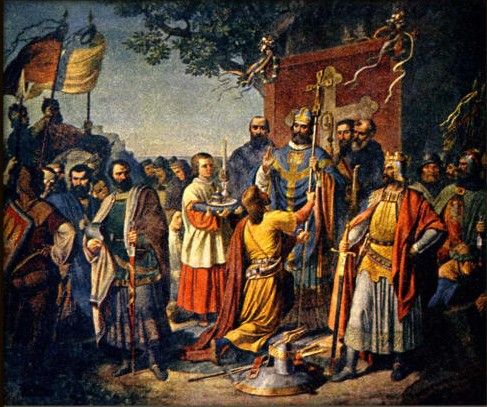
Přemysl Otakar II. a biskup Bruno křtí Prusy
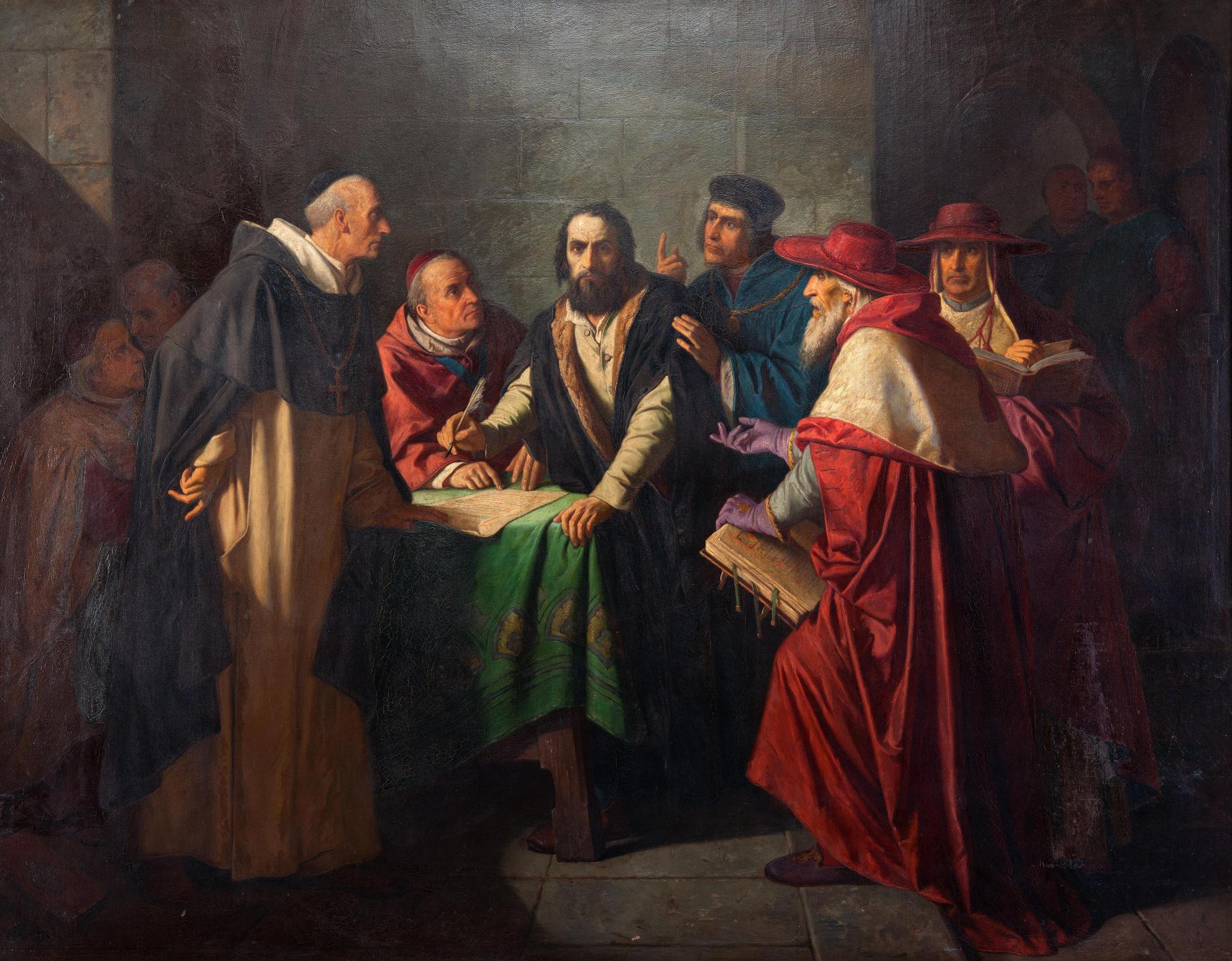
Zástupce koncilu u Mistra Jeronýma Pražského (1873)